# أميدرازون

الشكلين التاوتوميريين من الأميدرازونات: أميد الهيدرازيد، إيميد (يسار) وهيدرازون الأميد (يمين)

الأميدرازونات هو هي فئة من المركبات الكيميائية المشتقة من الأحماض الكربوكسيلية.
يمكن أن تتواجد مركبات الأميدرازونات في شكلين من التاوتوميرات، وهما أميدات الهيدرازيد (RC(=NH)NHNH2)، وهيدرازونات الأميد (RC(NH2)=NNH2).

## الاستخدامات
استُخدمت بعض مركبات الأميدرازونات كمبيدات حشرية. باعت شركة داو كميكال مُركبات الأميدرازونات منذ عام 1993، والتي تميزت بسميتها المنخفضة غير المرغوب فيها، وبتكلفة إنتاجها المنخفضة، وبفعاليتها ضد الحشرات المقاومة للمبيدات الحشرية المعروفة. استُخدمت مُركبات الأميدرازونات أيضًا منذ عام 1993 في الزراعة وفي إدارة الغابات لمكافحة الحشرات المدمرة للنباتات في محاصيل النباتات المزروعة ونباتات الزينة والغابات.